# 부흥호
부흥호(復興號)는 1974년부터 1979년까지 장항선을 운행하던 특급열차의 이름이다.

## 역사
- 1974년 8월 15일 : 이름이 없던 장항선의 모든 특급열차에 명명됨으로써 운행 개시[1]
- 1980년 1월 1일 : 각 노선에 존재하던 서로 다른 이름의 특급 열차를 ‘특급’이라는 하나의 명칭으로 합치면서 폐지[2]